# Г’ю Лоу

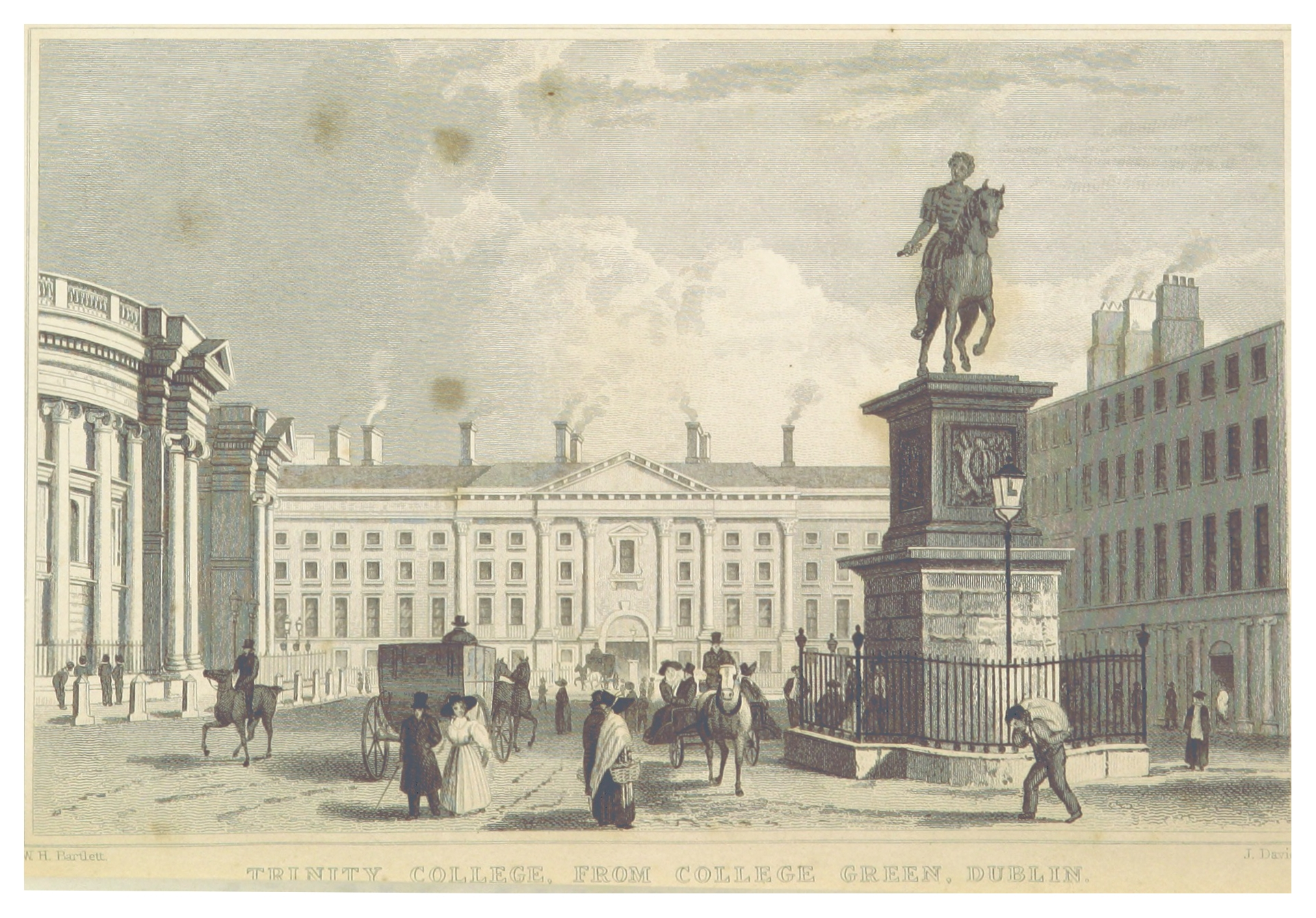
Трініті-коледж, Дублін у 1837 році.

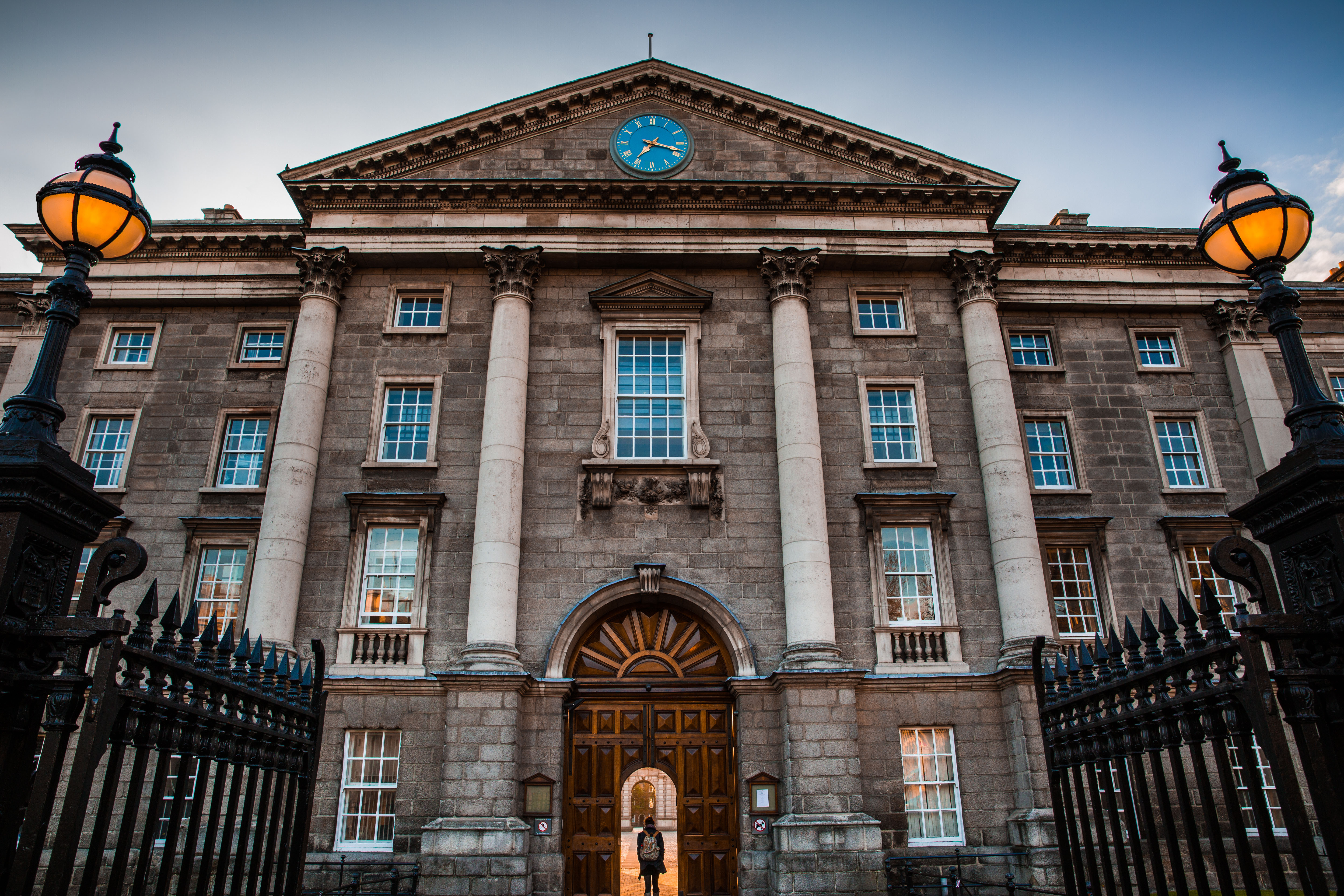
Трініті-коледж, Дублін.

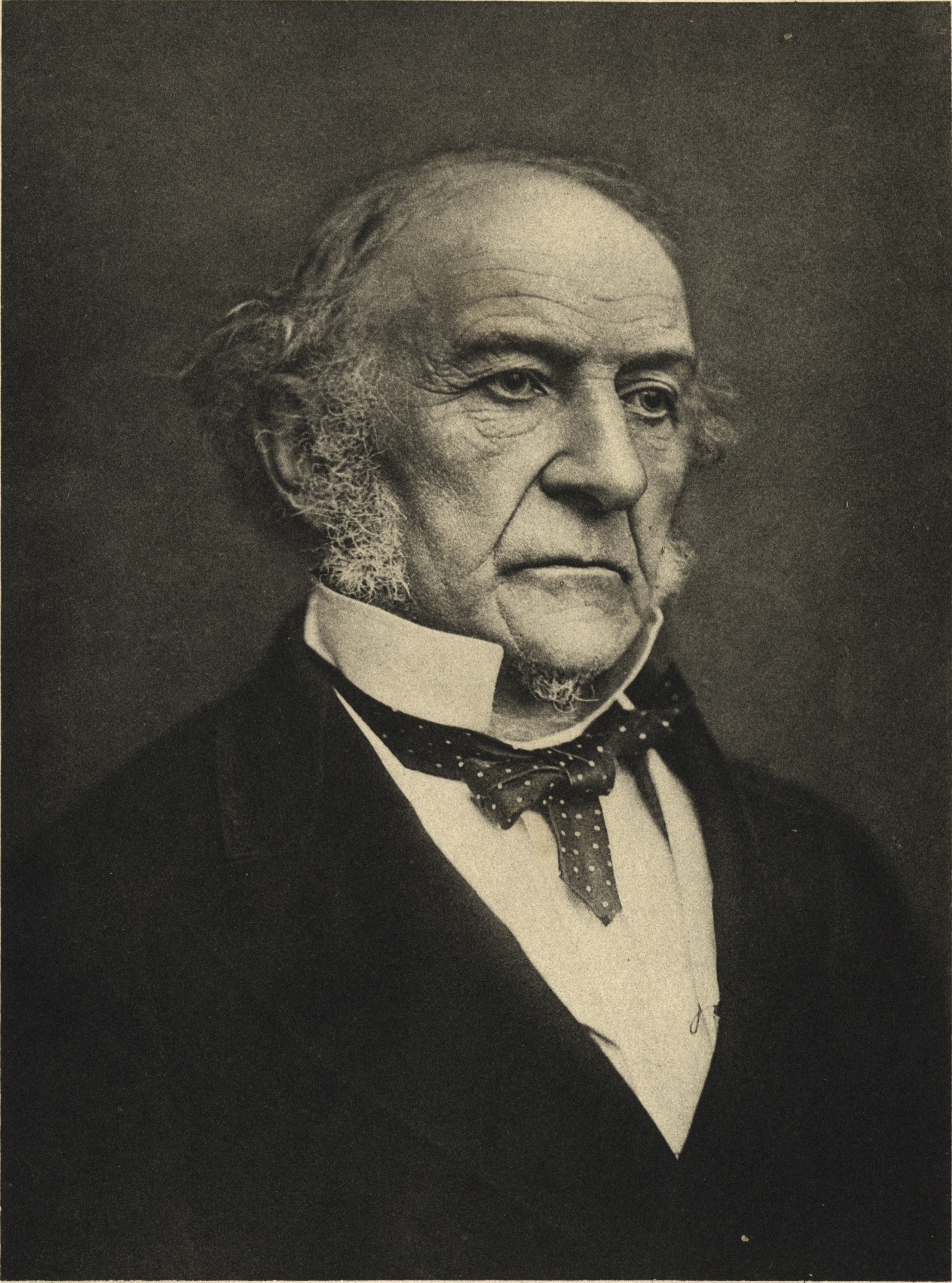
Вільям Еварт Гладстон (1809 – 1898).

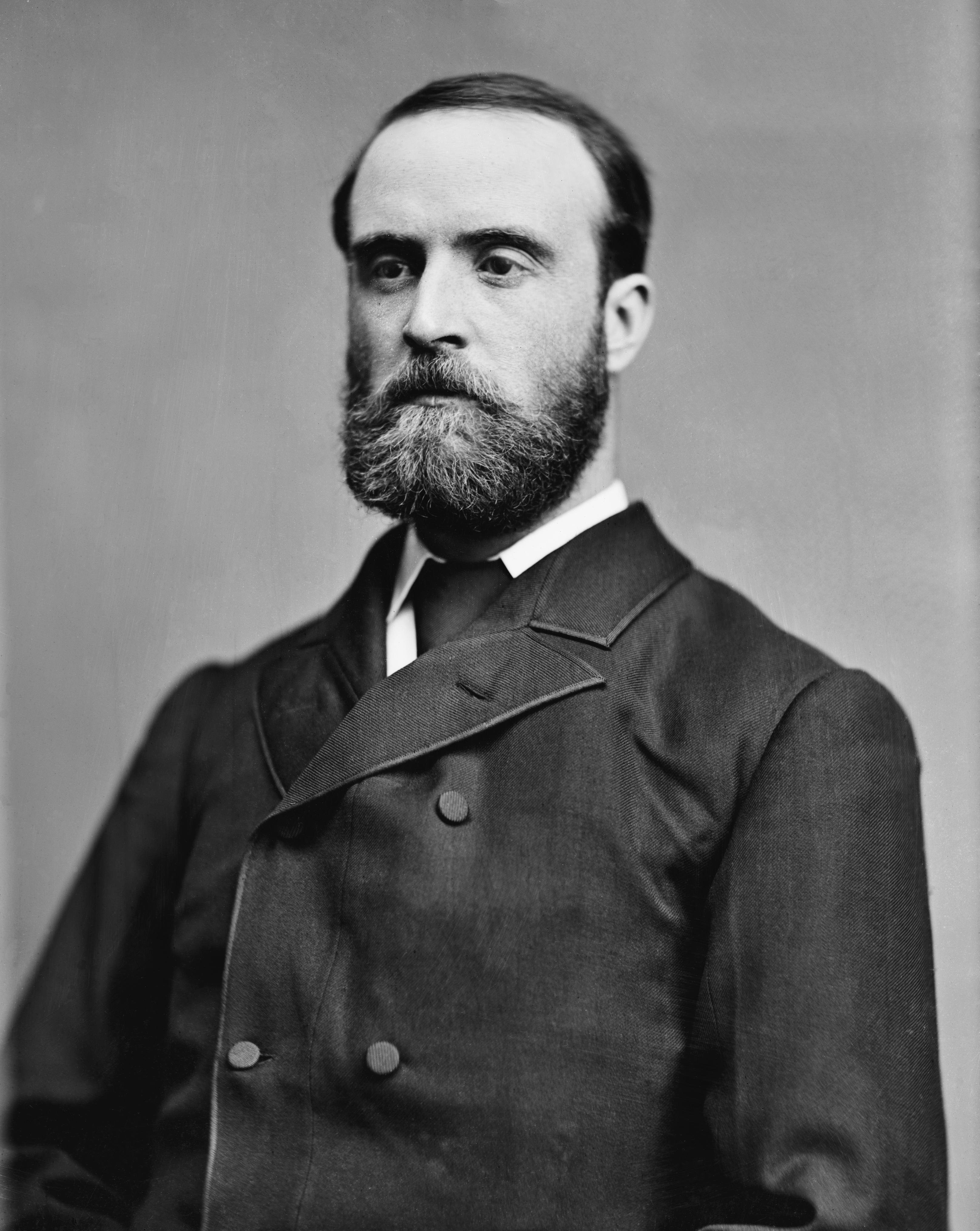
Чарльз Стюарт Парнелл (1846 – 1891).

Г’ю Лоу (англ. - Hugh Law) (19 червня 1818 — 10 вересня 1883) — Х’ю Лоу – відомий ірландський юрист, адвокат, суддя, прокурор, політик, депутат Палати громад парламенту Об’єднаного Королівства Великої Британії та Ірландії від графства Деррі (Ольстер), лорд-канцлер Ірландії.

## Життєпис

### Походження
Г’ю Лоу Народився в графстві Даун, Ірландія. Він був сином Джона Лоу з Вудлона та Маргарет Кроулі з Куллавіля. 

### Освіта
Г’ю Ло здобув освіту в Королівській школі в Данганноні, а потім у Дублінському Трініті-коледжі, де він був обраний стипендіатом у 1837 році та отримав ступінь бакалавра мистецтв у 1839 році. 

### Кар’єра
У 1840 році він почав працювати адвокатом, а в 1860 році отримав посаду королівського адвоката, спеціалізуючись на питаннях справедливості. 
У політиці він починав як консерватор, але швидко перейшов до лібералів. Він розробив Акт про ірландську церкву 1869 року, який скасував існування Церкви Ірландії: проект був названий «пам’ятником його майстерності та навчання». Він також був значною мірою відповідальним за розробку Закону про орендодавця та орендаря в Ірландії 1870 року, а під час ухвалення Закону про земельне право Ірландії 1881 року був відзначений своїм примирливим підходом і готовністю прийняти поправки опозиції.
У 1868 році він став юридичним радником лорд-лейтенанта Ірландії – лорда Спенсера. У 1870 році він отримав посаду королівського судді, потім був призначений генеральним соліситором Ірландії в 1872 році, генеральним прокурором Ірландії в 1873 році, став радником Таємної Ради Ірландії 24 лютого 1874 року. Його підвищення вважалося належною винагородою за його заслуги перед лібералами, незважаючи на певні проблеми – до 1874 року він не був депутатом парламенту і тому не міг виступати від імені уряду. У 1874 році він був обраний депутатом парламенту від графства Деррі (Ірландія). Він був призначений генеральним прокурором ліберальним прем’єр-міністром Гладстоном у 1880 році, перш ніж стати лорд-канцлером Ірландії в 1881 році. Як генеральний прокурор він переслідував Чарльза Стюарта Парнелла та інших провідних членів Ірландської національної земельної ліги за «змову проти держави». 

### Смерть
Г’ю Лоу раптово помер у віці 65 років 10 вересня 1883 року від запалення легенів у Ратмулані, графство Донегал, Ірландія. Його запам’ятали як суддю, чиї рішення викликали загальне визнання та повагу.

### Родина
17 березня 1863 року він одружився з Гелен Марією Вайт, донькою Вільяма Вайта з Дубліна. Вона померла в 1875 році. Пізніше його старший син купив у Церкви Ірландії історичний дім Ардбраккан, колишній палац лорд-єпископа графства Міт. Його другий син, якого також звали Г’ю Лоу, спочатку був ірландським депутатом-націоналістом у Палаті громад парламенту Об’днаного Королівства і боровся за незалежність Ірландії, а пізніше він був депутатом парламенту незалежної Ірландії (Вільної Ірландської Держави) – парламент називався тепер в Ірландії Даль Еренн (ірл. - Dáil Éireann), належав до політичної партії «Куманн на н-Ґедел» (ірл. - Cumann na nGaedheal) – «Об’єднані ірландці» з червня 1927 до 1932 року.